# Remake (Musik)
Remake ist in der Musikindustrie die Bezeichnung für die Neuaufnahme eines zuvor bereits veröffentlichten Musikwerks durch denselben Interpreten. Die Gründe hierfür können einerseits in der Verbesserung der Aufnahmetechnik liegen (Monoaufnahmen werden durch Neuaufnahmen in Stereo ersetzt, Analogaufnahmen werden durch Digitalaufnahmen ersetzt), andererseits auch in einem musikalisch dem gewandelten Geschmack angepassten Arrangement oder dem Wechsel der Plattenfirma.

## Abgrenzungen
- Die Wiederveröffentlichung (Re-Issue oder Re-Release) ist die zeitlich spätere Veröffentlichung desselben Musiktitels vom selben Interpreten – und zwar in unveränderter Form. Motiv hierfür ist oft, dass die Plattenfirma mit der Wiederveröffentlichung versucht, einen bestimmten Zeitpunkt (etwa den Tod oder Todestag des Interpreten oder einen Modetrend) aus kommerziellen Gründen zu nutzen.
- Bei einer Neuabmischung wird ebenfalls bereits aufgenommenes Material verwendet. So wurden bei der Einführung der Stereotechnik noch viele in Stereo aufgenommene Titel in Mono abgemischt, weil sich Stereoaufnahmen bei der Monowiedergabe anders anhörten als Monoaufnahmen. Werden später die konservierten Masterbänder in Stereo neu abgemischt und veröffentlicht, handelt es sich nicht um ein Remake.
- Eine Coverversion liegt wiederum vor, wenn ein Musiktitel durch einen anderen Interpreten erneut aufgenommen wird. Dabei gibt es Coverversionen, die sich eng ans Original halten als auch solche, die die Melodie neu instrumentieren und/oder andere Inhalte dazutexten.

## Beispiel
Am Beispiel Bill Haleys zeigt sich, dass sein Hit Rock Around the Clock eine Coverversion des Originals von Sonny Dae and his Knights war, die am 20. März 1954 aufgenommen und im April 1954 veröffentlicht wurde. Haleys Version wurde zunächst am 12. April 1954 in Mono aufgenommen, der Titel erschien (als B-Seite) auf Decca #29124 zuerst am 15. Mai 1954 und erreichte lediglich Rang 23 der Charts. Nachdem der Song im Film Die Saat der Gewalt verwendet worden war, entschloss sich Decca im Mai 1955 zu einer Wiederveröffentlichung mit derselben Katalog-Nr. #29124, obwohl der Decca-Katalog numerisch weiter fortgeschritten war (die zuvor dort von Haley veröffentlichte Single Mambo Rock trug bereits die Katalog-Nr. #29418). Ein Remake in Stereo erschien als Neuaufnahme ersichtlich erstmals im März 1968 bei Decca Records.

## Belege
1. ↑  Jim Dawson, Rock Around The Clock: The Record That Started Rock Revolution, 2005, S. 65.
2. ↑  Jim Dawson, Rock Around The Clock: The Record That Started Rock Revolution, 2005, S. 71.
3. ↑  Joel Whitburn, Pop Memories 1890-1954, 1986, S. 189.
4. ↑  Joel Whitburn, Top Pop Singles 1955-1990, 1991, S. 251.